# Кламси (округ)
Кламси (фр. Clamecy) — округ (фр. Arrondissement) во Франции, один из округов в регионе Бургундия. Департамент округа — Ньевр. Супрефектура — Кламси.
Население округа на 2006 год составляло 26 645 человек. Плотность населения составляет 18 чел./км². Площадь округа составляет всего 1464 км².